# Бар'єр (повість)
«Бар'єр» (болг. Бариерата) — повість болгарського письменника Павла Вежинова. Вперше видана у 1976 році, повість неодноразово перекладалася на багато мов.

## Сюжет
У повісті розповідається про композитора середніх років Антонія, який розлучився з дружиною і переживає важкий період у житті. Якось в одному з нічних ресторанів Софії Антоній зустрічає незвичайну дівчину на ім'я Доротея, яка пережила глибоку психологічну травму. По мірі знайомства Доротея стає приємним співрозмовником і близьким другом Антонія. Дуже щира, готова віддати всю себе, юна особа не від світу цього, з першого погляду безпорадна, травмована сумним досвідом, болісно прив'язлива, але талановита, Доротея, відрізняється від усіх, з ким коли-небудь доводилося зустрічатись Антонію. А він знає життя. Дуже розумний, у міру прагматичний, що йде по життю легко. Але це не заважає його потребі в коханні…
Їх відносини надзвичайно чисті, але в той же час дуже дивні. Дружбою чи любов'ю це назвати складно. Отаке шефство, спроба соціалізувати непристосовану істоту, допомогти їй знайти своє місце в житті, спроба взяти чужий біль на себе, але не переходячи межі. Бар'єр.
Доротея вміла літати. Вона хотіла, щоб Антоній був поруч, вона хотіла, щоб він літав разом з нею…
Але він був просто не здатен це зробити. Що це було з його боку: боягузтво чи прагматизм? Найбільше його злякало те, що його кохана «не така як всі»…
Він не зміг перебороти себе, так і не подолав свій внутрішній бар'єр, а «вона відлітала все одно»…

## Переклади
Російською мовою повість була вперше опублікована в журналі «Іноземна література» (1978, №1), в перекладі Майї Тарасової, з передмовою Лева Озерова. В СРСР тираж різних видань роману загалом перевищив 500 000 екземплярів. В 1979 році за повістю знятий однойменний фільм з участю Інокентія Смоктуновського і Вані Цвєткової в головних ролях. Існують численні театральні постановки на сюжет повісті. За повість «Бар'єр» у 1976 році Павло Вежинов був удостоєний Димитровської премії. У 1989 році повість була перекладена українською мовою.